# Cosmopterix floridanella
Cosmopterix floridanella là một loài bướm đêm thuộc họ Cosmopterigidae. Nó được tìm thấy ở Hoa Kỳ (Florida, Arkansas, Mississippi, Tennessee, Louisiana, Alabama), quần đảo Cayman (Grand Cayman), Cuba, Jamaica và quần đảo Virgin Hoa Kỳ (St. Croix).
Con trưởng thành bay từ tháng 4 đến tháng 5 ở Hoa Kỳ và từ tháng 12 đến tháng 5 và in tháng 8 in Jamaica, quần đảoe Cayman và quần đảo Virgin Hoa Kỳ. Có ít nhất hai lứa một năm.
Cánh trước dài 3,1-3,9 mm.